# Lepthyphantes aberdarensis
Lepthyphantes aberdarensis este o specie de păianjeni din genul Lepthyphantes, familia Linyphiidae, descrisă de Russell-smith și Jocqué, 1986.
Este endemică în Kenya. Conform Catalogue of Life specia Lepthyphantes aberdarensis nu are subspecii cunoscute.